# Belovo
Belovo (en ruso: Белово) se encuentra junto al río Bachat, a unos 170 kilómetros al sur de Kémerovo y a unos 111 km al norte de Novokuznetsk, en el óblast del mismo nombre. Las ciudades cercanas más importantes son Léninsk-Kuznetski, Kiseliovsk y Gúrievsk. El paisaje de la zona es plano, ligeramente ondulado, propio de la estepa del Kuznetsk.
El asentamiento de Belovo es conocido desde el año 1726, y tiene estatus de ciudad desde el año 1938.
Se encuentra en la altamente industrializada cuenca del Kuznetsk, y acoge una planta de zinc (fundada en 1931) y minas de carbón.
También es un importante nudo ferroviario y cuenta un gran depósito del ferrocarril así como un centro de señalización.

## Demografía
La población en el distrito administrativo de Belovo era de 136.441 habitantes (datos del año 2010).
| 1931 | 1939 | 1959  | 1962 | 1967 | 1970  | 1973 | 1976 | 1979  | 1982 | 1986 | 1989 | 1992 | 1998 | 2000 |
| ---- | ---- | ----- | ---- | ---- | ----- | ---- | ---- | ----- | ---- | ---- | ---- | ---- | ---- | ---- |
| 11,9 | 43   | 106,9 | 118  | 116  | 108,2 | 109  | 110  | 111,8 | 114  | 117  | 93,1 | 92,3 | 83,7 | 80,2 |
| 2001 | 2003 | 2005  | 2006 | 2007 | 2008  | 2010 |      |       |      |      |      |      |      |      |
| 78,3 | 82,4 | 79,3  | 77,9 | 76,7 | 75,8  | 74,0 |      |       |      |      |      |      |      |      |

## Ciencia y Cultura
- Escuela Politécnica de Belovo (en ruso: Беловский политехнический колледж БелПК).[3]

- Filial de la Universidad Politécnica de Tomsk (en ruso: Томским политехническим университетом ТПУ).[4]

- Filial de la Universidad Estatal de Kémerovo (en ruso: Кемеровский государственный университет КемГУ).[5]

- Filial de la Universidad Estatal de Transportes de Siberia (en ruso: Сибирский государственный университет путей сообщения СГУПС)[6]

- Filial de la Universidad Estatal de Arquitectura y Construcción de Tomsk (en ruso: Томский Государственный Архитектурно-Строительный Университет ТГАСУ).[7]

- Filial del Escuela Estatal de Medicina de Kémerovo (en ruso: Кемеровский областной медицинский колледж ГОУ СПО КОМК).[8]

- Museo Municipal de Historia del Territorio.[9] Fundado en el año 2002

- Museo de Etnología e Historia Bekovsky.[10]

## Climatología
| Parámetros climáticos promedio de Belovo | Parámetros climáticos promedio de Belovo | Parámetros climáticos promedio de Belovo | Parámetros climáticos promedio de Belovo | Parámetros climáticos promedio de Belovo | Parámetros climáticos promedio de Belovo | Parámetros climáticos promedio de Belovo | Parámetros climáticos promedio de Belovo | Parámetros climáticos promedio de Belovo | Parámetros climáticos promedio de Belovo | Parámetros climáticos promedio de Belovo | Parámetros climáticos promedio de Belovo | Parámetros climáticos promedio de Belovo | Parámetros climáticos promedio de Belovo |
| Mes                                      | Ene.                                     | Feb.                                     | Mar.                                     | Abr.                                     | May.                                     | Jun.                                     | Jul.                                     | Ago.                                     | Sep.                                     | Oct.                                     | Nov.                                     | Dic.                                     | Anual                                    |
| ---------------------------------------- | ---------------------------------------- | ---------------------------------------- | ---------------------------------------- | ---------------------------------------- | ---------------------------------------- | ---------------------------------------- | ---------------------------------------- | ---------------------------------------- | ---------------------------------------- | ---------------------------------------- | ---------------------------------------- | ---------------------------------------- | ---------------------------------------- |
| Temp. máx. media (°C)                    | -11.8                                    | -9.3                                     | -2.4                                     | 5.1                                      | 19.6                                     | 25.6                                     | 29.1                                     | 25.8                                     | 16.2                                     | 6                                        | -4.8                                     | -10.6                                    | 7.4                                      |
| Temp. media (°C)                         | -15.8                                    | -14.7                                    | -8.9                                     | -0.6                                     | 11.4                                     | 17.2                                     | 20.3                                     | 17.4                                     | 9.7                                      | 1.7                                      | -8.6                                     | -14.5                                    | 1.3                                      |
| Temp. mín. media (°C)                    | -20.3                                    | -20                                      | -15.7                                    | -6.8                                     | 4.1                                      | 9                                        | 12.6                                     | 10.6                                     | 4.9                                      | -1.9                                     | -12.7                                    | -18.8                                    | -4.6                                     |
| Fuente: Kémerovo-Méteo                   |                                          |                                          |                                          |                                          |                                          |                                          |                                          |                                          |                                          |                                          |                                          |                                          |                                          |

## Enlaces
Portal de la ciudad (en ruso)
- Wikimedia Commons alberga una categoría multimedia sobre Belovo.

- Datos: Q104717
- Multimedia: Belovo, Russia / Q104717